# Mahmutşevketpaşa, Beykoz
Mahmutşevketpaşa là một xã thuộc huyện Beykoz, tỉnh Istanbul, Thổ Nhĩ Kỳ. Dân số thời điểm năm 2010 là 1.719 người.